# Гулякова, Анастасия Дмитриевна
Анастаси́я Дми́триевна Гуляко́ва (род. 29 августа 2002, Ревда, Свердловская область) — российская фигуристка, выступающая в одиночном катании. Победительница Финала Кубка России (2020). Бронзовый призер этапа Гран-при среди взрослых Rostelecom Cup (2020).

## Карьера
Анастасия Гулякова начала заниматься фигурным катанием в возрасте трёх лет. На раннем этапе тренировалась в Первоуральске у Петра Кипрушева. В январе 2015 года стала победительницей чемпионата Свердловской области в разряде Кандидатов в мастера спорта. В том же году получила звание Мастера спорта и переехала в Москву, где её тренером стал бронзовый призёр чемпионата Европы Илья Климкин.
В сезоне 2017/2018 дебютировала на международном уровне, завоевав серебряную медаль австралийского этапа юниорской серии Гран-при. В октябре 2017 года на Мемориале Н.А. Панина лидировала по итогам короткой программы, но после исполнения произвольной опустилась на вторую строчку, уступив более опытной Елизавете Туктамышевой 0,21 балла. В ноябре-декабре стала победительницей двух юниорских турниров в Хорватии и Латвии. После чего впервые приняла участие во взрослом чемпионате России. По окончании сезона прекратила сотрудничество с Ильей Климкиным и начала тренироваться в Санкт-Петербурге в группе Алексея Мишина.
В 2018 году Гулякова перешла на взрослый уровень. В ноябре одержала победу на Кубке Варшавы. Спустя две недели стартовала на «Челленджере» Золотой конёк Загреба, финишировав там рядом с пьедесталом. На национальном чемпионате, без ошибок исполнив обе программы, замкнула десятку лучших фигуристок страны. В феврале 2019 года на Dragon Trophy во время исполнения короткой программы у Гуляковой развязался ботинок. Ей пришлось потратить время на устранение проблемы, но из-за того, что организаторы не остановили музыку, она осталась без двух технических элементов. По сумме двух прокатов она заняла вторую строчку. Завершила сезон победой на турнире в Болгарии.
Летом 2019 года стало известно, что в новой короткой программе Гулякова предстанет в образе Кармен. Для произвольной программы была выбрана музыка из балета Петра Ильича Чайковского «Лебединое озеро». На старте сезона заняла пятое и третье места на этапах Кубка России. Эти результаты позволили ей выступить в финале Кубка, на котором она завоевала золото.

## Спортивные достижения
| Соревнования                         | 16/17         | 17/18         | 18/19         | 19/20         | 20/21         | 21/22         |
| Международные                        | Международные | Международные | Международные | Международные | Международные | Международные |
| ------------------------------------ | ------------- | ------------- | ------------- | ------------- | ------------- | ------------- |
| Челленджер. Золотой конёк Загреба    |               |               | 4             |               |               |               |
| Мемориал Дениса Тена                 |               |               |               | 2             |               |               |
| Dragon Trophy                        |               |               | 2             |               |               |               |
| Skate Victoria                       |               |               | 1             |               |               |               |
| Tallink Hotels Cup                   |               |               |               | 1             |               |               |
| Кубок Таллина                        |               |               |               | 2             |               |               |
| Кубок Варшавы                        |               |               | 1             |               |               |               |
| Ice Star                             |               |               |               |               | 2             | 2             |
| Rostelecom Cup                       |               |               |               |               | 3             |               |
| Международные среди юниоров          |               |               |               |               |               |               |
| Этапы юниорского Гран-при: Австралия |               | 2             |               |               |               |               |
| Золотой конёк Загреба                |               | 1             |               |               |               |               |
| Volvo Open Cup                       |               | 1             |               |               |               |               |
| Национальные                         |               |               |               |               |               |               |
| Чемпионаты России                    |               | 13            | 10            | 7             | 12            |               |
| Финал Кубка России                   |               | 5             | 9             | 1             |               |               |
| Первенство России среди юниоров      | 8             | 10            |               |               |               |               |
| Этапы Кубка России. I этап           |               | 1             | 1             | 5             |               |               |
| Этапы Кубка России. II этап          |               | 3             |               |               |               |               |
| Этапы Кубка России. III этап         | 3 юн.         |               | 1             | 3             | 5             | 6             |
| Этапы Кубка России. IV этап          | 3 юн.         |               |               |               |               |               |